# Margo (film din 2006)
Margo este un film românesc din 2006 regizat de Ioan Cărmăzan. Rolurile principale au fost interpretate de actorii Cristina Cioran, Marius Florea Vizante, Paula Chirilă.

## Distribuție
Distribuția filmului este alcătuită din:
- Constantin Ghenescu
- Florin Anton — Proxenetul
- Paula Chirilă — Ana
- Andrei Cărmăzan
- Adrian Văncică — Clientul Tudor
- Marius Chivu — Mircea
- Anda Caropol
- Constantin Drăgănescu
- Maia Morgenstern
- Constantin Cojocaru
- Alexandrina Halic — Mama fotografului
- Marius Florea Vizante — Fotograful
- Valentin Uritescu
- Cristina Cioran — Margo
- Ela Ionescu — Magda
- Anca Sigartău — Maria
- Eugenia Bosînceanu
- Vladimir Găitan — Tatăl lui Margo
- Margareta Pogonat

## Primire
Filmul a fost vizionat de 7.762 de spectatori în cinematografele din România, după cum atestă o situație a numărului de spectatori înregistrat de filmele românești de la data premierei și până la data de 31 decembrie 2014 alcătuită de Centrul Național al Cinematografiei.